# NGC 1115
NGC 1115 (również PGC 10774) – galaktyka spiralna (S?), znajdująca się w gwiazdozbiorze Barana. Odkrył ją Albert Marth 2 grudnia 1863 roku.